# Lijst van rechterlijke uitspraken (Nederland)

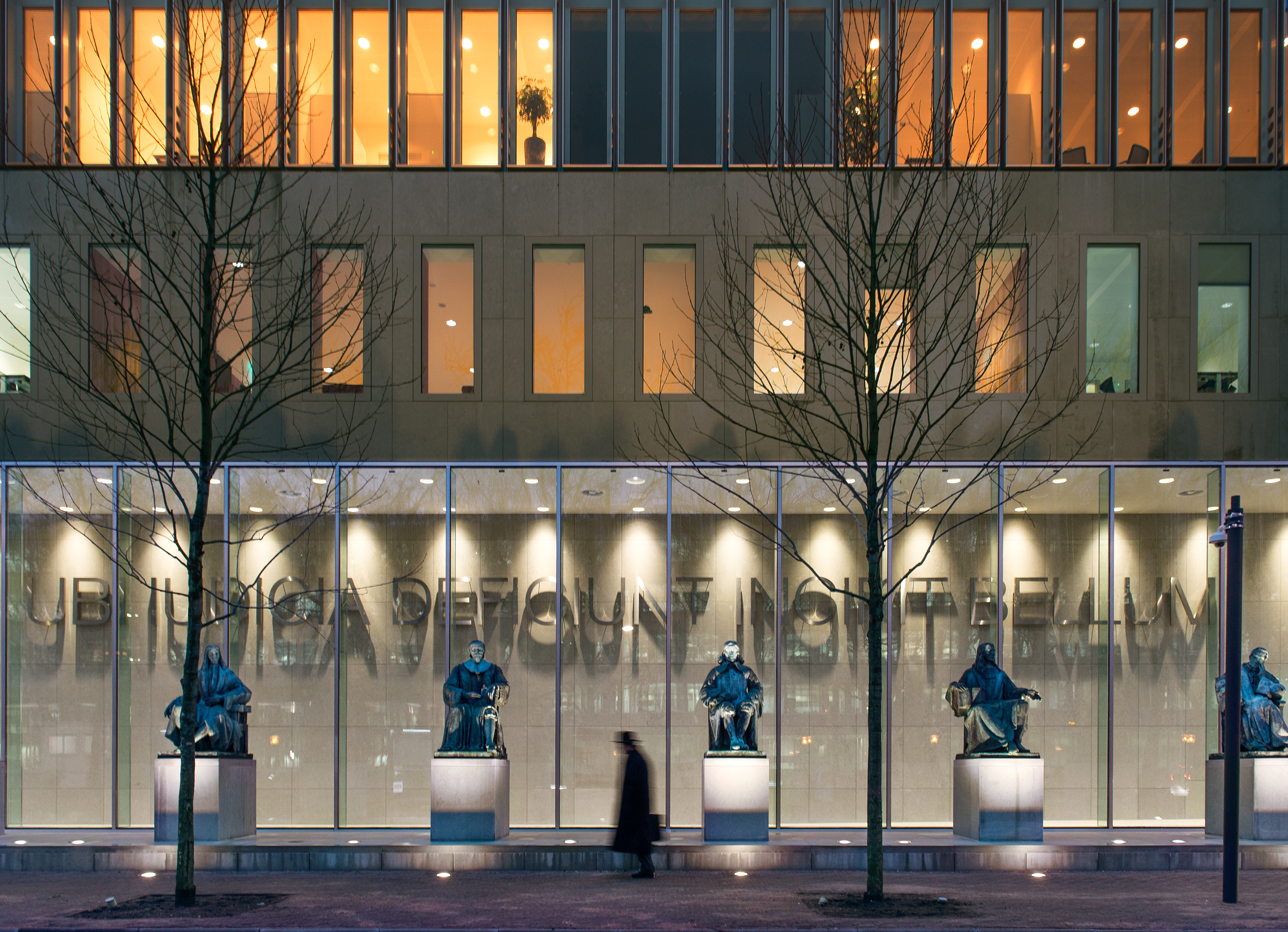
Hoge Raad der Nederlanden, Den Haag

Deze lijst bevat verwijzingen naar voor de Nederlandse rechtspleging belangrijke rechterlijke uitspraken (jurisprudentie), veelal standaardarrest genoemd omdat ze in de rechtenstudie en bij de beoefening van het recht standaard tot de rechtsbronnen horen. Er worden vooral uitspraken van Nederlandse rechterlijke colleges opgenomen, daarbij kan zijn gerefereerd aan bepalingen uit internationale verdragen die directe werking in Nederland hebben.  Sommige uitspraken zijn afkomstig van internationale colleges die rechtspreken op basis van internationale verdragen waarbij Nederland is aangesloten en zijn daarom ook in andere landen van toepassing, zoals het Europese Hof voor de Rechten van de Mens (EHRM), het Hof van Justitie van de Europese Unie (HvJ EG) en het Benelux-Gerechtshof. In de lijst staan zowel vonnissen en arresten van strafzaken, civiele zaken als van bestuursrechtelijke zaken, de paragrafen volgen de indeling van de wetboeken.

## Vindplaatsen en aanduiding
Tot het jaar 2000 vond publicatie van jurisprudentie voornamelijk plaats in juridische tijdschriften zoals de Nederlandse Jurisprudentie (NJ), AB Rechtspraak Bestuursrecht (AB), Jurisprudentie Arbeidsrecht (JAR), de Praktijkgids of Nederlands Tijdschrift voor Fiscaal Recht (NTFR). De uitspraken worden geselecteerd door vakredacties en de meest belangwekkende daarvan worden voorzien van een rechtsgeleerd commentaar oftewel een 'noot'. Een aantal uitspraken is door uitgevers ook digitaal en/of online beschikbaar gesteld. Deze zijn, in vele gevallen ook bewerkt, te raadplegen in databanken waarvoor een abonnement dient te worden afgesloten. De in een tijdschrift gepubliceerde uitspraken krijgen een unieke aanduiding waarbij een afkorting van de naam van het tijdschrift voorop staat, bijvoorbeeld:
HR 19 november 2004, NJ 2005/553.
Vanaf 2000 wordt een brede selectie aan uitspraken die van belang zijn voor een bredere groep mensen dan alleen de (kring rond) partijen in een zaak door de Raad voor de Rechtspraak geanonimiseerd gepubliceerd op de website rechtspraak.nl. Vanaf 2019 worden hier oudere standaardarresten van de Hoge Raad aan toegevoegd onder de naam 'Mijlpaalarresten'. Omdat de zaken geanonimiseerd zijn, kan niet op de gebruikelijke namen worden gezocht.
Bij het vermelden van arresten is de volgorde: instantie - datum uitspraak (vindplaats, annotator) - roepnaam, bijvoorbeeld:
HR 30-01-1959 (NJ 1959/548) Quint/Te Poel
De instantie is in dit geval de Hoge Raad, die het arrest heeft gewezen op 30 januari 1959, het arrest is gepubliceerd in het Nederlands Juristenblad jaargang 1959, nummer 548 en het arrest is bekend onder de naam Quint/Te Poel, in dit geval omdat de in cassatie eisende procespartij Quint was en verwerende partij Te Poel. In de juridische wandelgang is de roepnaam vaak voldoende.
Vanaf 2013 bestaat er binnen de EU een gestandaardiseerde manier om uitspraken een uniek nummer te geven, de European Case Law Identifier (ECLI), uitspraken worden sindsdien in de regel als volgt weergegeven:
ECLI:NL:HR:2016:99 Hoge Raad, 22-01-2016, 14/03446.

## Belang
Jurisprudentie speelt een belangrijke rol in de ontwikkeling van het recht, naast annotaties, de conclusies van de Advocaat-Generaal bij de Hoge Raad en andere hoogste rechtscolleges en wetenschappelijke literatuur. Praktijkmensen ontlenen er argumenten aan voor andere rechtszaken, wetenschappers werken de redeneringen uit, of gaan gemotiveerd 'contrair', andere rechters gebruiken het als reflectie op hun eigen beslissingen, en politici en betrokken burgers kunnen het als indicaties zien voor mogelijke veranderingen of misstanden in de maatschappij. In Nederland kan jurisprudentie niet in de plaats komen van dwingend recht, het kan wel tot het geldend recht gaan horen ingeval de wet verschillende interpretatiemogelijkheden biedt of leemtes bevat en de praktijk om verduidelijking vraagt. Soms wordt bestendige jurisprudentie van de hoogste rechtscolleges later in wetgeving verwerkt (codificatie), soms juist niet en komt er wetgeving die voortgang op de door de rechter ingeslagen weg verhindert.
In processtukken en juridische artikelen is het belangrijk eenduidig naar jurisprudentie te kunnen verwijzen. Zo kan een bepaald juridisch standpunt worden onderbouwd, naast het noemen van wet- en regelgeving. Daarom is het van groot belang dat jurisprudentie wordt gepubliceerd en een uitspraak kan worden teruggevonden.
Ook is voor een evenwichtig functioneren van een rechtsstaat belangrijk dat verduidelijkende en baanbrekende arresten per vakgebied worden verzameld en aan het publiek ter beschikking gesteld.

## Privaatrecht

### Personen- en Familierecht
Dit overzicht is een beginnetje

#### Gezag
- HR 27-3-2020 - Gronden toewijzing gezamenlijk gezag (art. 1:253c lid 2 BW) zijn in overeenstemming te brengen met die voor toewijzing van eenhoofdig gezag na echtscheiding (art. 1:251a lid 1 BW), beide bepalingen moeten op dezelfde manier worden uitgelegd.

#### Afstammingsrecht
- EHRM 13-6-1979 Marckx v. België - Het is discriminatoir onderscheid te maken tussen een wettig en een natuurlijk kind en tussen een gehuwde en een ongehuwde moeder.

#### Rechten en verplichtingen echtgenoten
- HR 28-11-1975, NJ 1976, 466 Maastrichtse woning I - Art. 1:88 (a)
- HR 15-12-1978, NJ 1979, 427 Maastrichtse woning II - Art. 1:88 (a), 89
- HR 25-02-1983, NJ 1983, 696 Schaaphok/Schilder - Art.1:88, 89 Door echtgenoten samen bewoonde woning moet op één lijn worden gesteld met woning die door hen als de in de nabije toekomst te betrekken woning is bestemd
- HR 31-05-1991, NJ 1991, 777 Fiets-O-Fit/mr. Knook -  Art. 1:88 (b) Bewindvoerder in surséance geeft zonder toestemming echtgenote garantie af aan schuldeisers. Uitzondering op toestemmingsvereiste ziet op rechtshandelingen die voor het door de betrokkenen uitgeoefende beroep of bedrijf kenmerkend zijn in deze zin dat zij in de normale uitoefening daarvan plegen te worden verricht.

### Rechtspersonen
- [5]
- HR 21-01-1955 Forumbank - Besluit AVA benadeelt de andere aandeelhouders.
- HR 06-04-1979 Kleuterschool Babbel - Gemeente is aansprakelijk voor uitlatingen wethouder.
- HR 25-09-1981 Osby (NJ 1982, 443) - Moedermaatschappij wordt aangesproken.
- HR 17-12-1982 Bibolini - Besluit AVA tot beperking van handelingsbevoegdheid van bestuur.
- HR 03-02-1984 Café 't Brouwertje - Vertegenwoordiging. Vermelding in Handelsregister is maatgevend.
- HR 26-10-1984 Sjardin/Sjartec - AVA ontslaat bestuurder.
- HR 06-10-1989 Beklamel - Persoonlijke aansprakelijkheid van directeur BV bij het aangaan van verbintenissen namens de vennootschap.
- HR 10-01-1990 Ogem II - Enquêterecht (2:344) in verband met mogelijk wanbeleid.
- HR 08-11-1991 Nimox - Grote dividenduitkering.
- HR 04-12-1992 Meijers/Mast Holding - Ontslag bestuurder vennootschap.
- HR 26-01-1994 Heuga - Procesbevoegdheid van de ondernemingsraad.
- HR 18-11-1994 NBM/Securicor - Moedermaatschappij wordt aangesproken.
- HR 02-12-1994 Poot/ABP - Geen omgekeerde doorbraak van aansprakelijkheid bij kapitaalvennootschappen.
- HR 22-03-1996 Mediasafe I - Reikwijdte van tegenstrijdig belang als bedoeld in 2:256 BW.
- HR 28-06-1996 Bodam Jachtservice (NJ 1997, 58) - Boekhoudverplichting.
- HR 10-01-1997 Staleman/Van de Ven - Berstuurdersaansprakelijkheid en reikwijdte decharge.
- HR 19-02-1998 Albada Jelgersma - Moedermaatschappij wordt aangesproken.
- HR 11-09-1998 Mediasafe II - "Indirect tegenstrijdig belang".
- HR 24-03-2000 Wachtkamertelevisie - Stortingsplicht bij oprichting BV.
- HR 08-06-2001 Panmo - Bestuurdersaansprakelijkheid; maatstaf voor onbehoorlijk bestuur.
- HR 03-05-2002 Brandao/Joral - Tegenstrijdig belang.
- HR 29-06-2007 Bruil-Kombex - Tegenstrijdig belang.
- HR 30-11-2007 Blue Tomato - Geen verzekeringspenningen na brand. Boekhoudverplichting in verband met faillissement.

### Goederenrecht
- HR 14-03-1904 Lantaarnpaal-arrest - Beperking eigendomsrecht.
- HR 05-05-1950 Damhof/De Staat - Nederland kent een causaal stelsel met betrekking tot eigendomsoverdracht.
- HR 17-04-1970 Grensoverschrijdende garage.[6][7]
- HR 01-05-1976 Modehuis Nolly - Geen middellijke vertegenwoordiging mbt. registergoederen.

#### Zaaksvorming en natrekking
- HR 26-03-1936 Sleepboot Egbertha - Natrekking van motor, verkeersopvattingen.
- HR 05-10-1990 Breda/Antonius - Zaaksvorming door machinefabriek "voor zichzelf".
- HR 15-11-1991 Depex/Bergel - Eigendomsvoorbehoud. Natrekking van installatie.
- HR 14-02-1992 Love Love-arrest - Eigendomsvoorbehoud. Natrekking vs. zaaksvorming. Een drijvend casco is een schip.
- HR 31-10-1997 Portacabin - Natrekking door de grond van portacabin.
- HR 04-10-2002 Stok/Staat - Natrekking (benzinetank).
- HR 25-10-2002 St. Barbara/Aartsbisdom Utrecht - Natrekking door de grond van graftekens.

#### Tegoeden
- HR 12-01-1968 Teixeira de Mattos - Oneigenlijke vermenging (aandelen in verzameldepot).
- HR 03-02-1984 Notaris Slis-Stroom (NJ 1984, 752) - Derdengelden. Géén kwaliteitsrekening (rekening derdengelden).
- HR 13-06-2003 ProCall-arrest - Derdengelden.
- HR 29-10-2004 Van den Berg/Van der Walle - Derdenbeslag. Het onbenutte gedeelte van de kredietfaciliteit bij een bank is niet vatbaar voor beslag.

#### Levering c.p.
Levering constitutum possessorium.

##### Levering c.p. door houder
- HR 22-05-1953 Sio/De Jong (Sio-arrest)[8] - Tweemaal fiduciaire eigendomsoverdracht van dezelfde machines.
- HR 29-09-1961 Picus/Smallingerland - Eigendomsvoorbehoud en levering c.p. Interversieverbod.
- HR 06-03-1970 Pluvier (NJ 1970, 433) -
- HR 08-08-1973 Nationaal Grondbezit/Kamphuis - Eigendomsvoorbehoud en levering c.p. Interversieverbod.
- HR 10-02-1978 Nieuwe Matex (NJ 1979, 338) -

#### Cessie
- HR 24-10-1980 Curatoren Solleveld II - Cessie van toekomstige vorderingen.
- HR 26-03-1982 Viskotter Leon (NJ 1982, 615)[9] - Cessie van toekomstige vorderingen. Faillissement.

#### Fiducia
Fiducia staat voor zakelijke zekerheden als pand, hypotheek en (tot 1992) fiduciair eigendom.
- HR 25-01-1929 Brouwerij I (Bos/Heineken) - Eigendoms-overdracht tot zekerheid.
- HR 03-01-1941 Boerenleenbank/Los (NJ 1941, 470)
- HR 18-09-1987 Berg/De Bary - Fiduciair eigendom en het voorrecht van de verkoper.
- HR 17-02-1995 Mulder/Credit Lyonnais - Stil pandrecht in faillissement.
- HR 19-05-1995 Keereweer/Sogelease - Sale-and-leaseback is niet in strijd met fiduciaverbod.
- HR 19-11-2004 Bannenberg/Polak - Het vestigen van stil pandrecht op vorderingen op naam. Pandakte is te laat bij Belastingdienst geregistreerd.

#### Handelspapieren
- HR 21-01-1972 Oelschläger/Davids (NJ 1972, 186) - Wissel, bescherming van een derde te goeder trouw.
- HR 26-11-1993 Bosman/Condorcamp (NJ 1995, 446) - Cognossement krijgt voorrang boven pandrecht.

### Erfrecht
- HR 30-11-1945, (NJ 1946, 62)  De Visser/Harms - legitieme portie vs verzorgingsgedachte langstlevende echtgenoot
- HR 22-01-1965, (NJ 1966, 177) Admiraal
- HR 09-04-1965 (NJ 1966, 178) Van Es/Ponjee - uiterste wilsbeschikking duidelijk of niet
- HR 08-12-1972 (NJ 1973, 496) Erven Hoitsma
- HR 23-06-1989 (NJ 1989, 580) Erven Gaasbeek
- HR 16-01-2004 (NJ 2004, 487) Boerenplaatsje - Fidei-commis vermogen nalaten
- HR 03-12-2004 (ECLI:NL:HR:2004:AR0196) Uitleg erfstelling - Uitleg testament
- HR 21-11-2008, ECLI:NL:HR:2008:BD5985 (NJ 2009, 116, annotatie S. Perrick, AA20090044 annotatie A.J.M. Nuytinck) - Bevoegdheden executeur
- HR 28-06-2013, ECLI:NL:HR:2013:39 (Ars Aequi AA20130677 met annotatie A.J.M. Nuytinck) - Einde taak executeur

### Verbintenissenrecht